# Paran
Paran (hebrejsky פָּארָן, v oficiálním přepisu do angličtiny Paran) je vesnice typu mošav v Izraeli, v Jižním distriktu, v Oblastní radě Centrální Arava.

## Geografie
Leží v nadmořské výšce 104 metrů v údolí vádí al-Araba. do kterého tu ústí vádí Nachal Paran, cca 70 kilometrů od jižního břehu Mrtvého moře. Dál k severu do vádí al-Araba ústí tok Nachal Barak. Západně od obce se prudce zvedá aridní oblast pouště Negev.
Obec se nachází 140 kilometrů od břehu Středozemního moře, cca 192 kilometrů jihovýchodně od centra Tel Avivu, cca 157 kilometrů jižně od historického jádra Jeruzalému a 90 kilometrů severoseverovýchodně od města Ejlat. Paran obývají Židé, přičemž osídlení v tomto regionu je etnicky převážně židovské. Obec je jen 2 kilometry vzdálena od mezinárodní hranice mezi Izraelem a Jordánskem.
Paran je na dopravní síť napojen pomocí dálnice číslo 90. Do ní tu jižně od vesnice ústí i dálnice číslo 13.

## Dějiny
Paran byl založen v roce 1972. Podle jiného zdroje došlo k jeho zřízení už 25. listopadu roku 1971. Za vznikem osady stály polovojenské oddíly Nachal. Původně se chtěli osadníci usadit poblíž vesnice Idan, ale pro nedostatek vodních zdrojů nakonec zvolili nynější lokalitu. Další osadnické skupiny se sem nastěhovaly v roce 1972 a 1973. Původně byla vesnice organizována jako smíšený model kombinující družstevní mošav a kolektivní kibuc (מושבוץ,mošbuc). V roce 1976 pak byla změněna na mošav.
V obci funguje plavecký bazén, sportovní areály, veřejná knihovna, mateřská škola. zajíždí sem pravidelně lékař. Místní ekonomika je založena na zemědělství (pěstování květin a zeleniny na export, palmové háje, produkce mléka).

## Demografie
Obyvatelstvo mošavu je sekulární. Podle údajů z roku 2014 tvořili naprostou většinu obyvatel v Paran Židé (včetně statistické kategorie "ostatní", která zahrnuje nearabské obyvatele židovského původu ale bez formální příslušnosti k židovskému náboženství).
Jde o menší obec vesnického typu s dlouhodobě mírně rostoucí populací. K 31. prosinci 2014 zde žilo 439 lidí. Během roku 2014 populace stoupla o 0,5 %.
| Rok            | 1983 | 1995 | 2001 | 2003 | 2004 | 2005 | 2006 | 2007 | 2008 | 2009 | 2010 | 2011 | 2012 | 2013 | 2014 |
| -------------- | ---- | ---- | ---- | ---- | ---- | ---- | ---- | ---- | ---- | ---- | ---- | ---- | ---- | ---- | ---- |
| Počet obyvatel | 218  | 417  | 387  | 375  | 374  | 401  | 399  | 421  | 437  | 405  | 405  | 412  | 428  | 437  | 439  |